# Танва Расітану
Танва Расітану (тай. ธันวา ราศีธนู);  — таїландський співак та відомий актор. Відомий своїми Лук тхунг-пуя чівіт відеокліпами. Його пісня «Kai Ta Fang» є найгучнішим хітом 2006 року. 2010 року був стажером Rs Group.
Помер 7 вересня 2021 року в камілліан лікарні після зараження коронавірусом.

## Дискографія

### Р-сіам
- 2010 : The gold chameleon
- 2011 : The old frog
- 2012 : The heart thief
- 2013 : Anger or Satan?